# Discyphus
Discyphus es un género monotípico de orquídeas de hábitos terrestres. Su una única especie es Discyphus scopulariae (Rchb.f.) Schltr.

## Descripción
Es una especie de hábitos terrestres, eventualmente rupícola,  se puede encontrar en las zonas discontinuas en Panamá y Trinidad, Venezuela y Brasil, noreste, que crecen en campos abiertos y secos, a unos 500 metros.
La principal característica distintiva de este género, es el hecho de que sólo tiene una hoja plana, que crece muy cerca de la tierra, es un caso único entre las especies de Spiranthinae.

## Taxonomía
Fue publicado por Schlechter en Repertorium Specierum Novarum Regni Vegetabilis 15: 417 en 1919.  Es un género monotípico cuya especie Discyphus scopulariae (Rchb.f.) Schltr., Originalmente descrita como Spiranthes scopulariae Rchb.f.
Etimología
Discyphus nombre genérico que proviene del griego di = dos, y esquifos = taza, refiriéndose a dos áreas presentes en el estigma cóncavo de las flores.
scopulariae: etimología latino que significa "de los acantilados"
Variedades
- Discyphus scopulariae var. longiauriculata Szlach., Fragm. Florist. Geobot. 37: 440 (1992).
- Discyphus scopulariae var. scopulariae.

Sinónimos
- Spiranthes scopulariae Rchb.f., Bonplandia (Hannover) 2: 11 (1854).
- Gyrostachys scopulariae (Rchb.f.) Kuntze, Revis. Gen. Pl. 2: 664 (1891).[1]
- Dikylikostigma preussii Kraenzl.
- Discyphus scopulariae var. scopulariae